# Marija Kisielowa
Marija Kisielowa, ros. Мари́я Александровна Киселёва (ur. 28 września 1974) – rosyjska pływaczka synchroniczna. Trzykrotna złota medalistka olimpijska.
Brała udział w trzech igrzyskach olimpijskich (IO 96, IO 00, IO 04), na dwóch  - w 2000 i 2004 - zdobywała złote medale. Sięgnęła po złoto w duecie w 2000 - wspólnie z Olgą Brusnikiną - oraz dwukrotnie w drużynie. W drużynie była również złotą medalistką mistrzostw świata (1998 i 2003) oraz Europy (1993, 1995, 1997, 1999, 2000, 2004). Podczas europejskiego czempionatu zwyciężała również w duecie (1995, 1997 i 1999). W 2010 została przyjęta do International Swimming Hall of Fame.